# Georges Louis Humbert

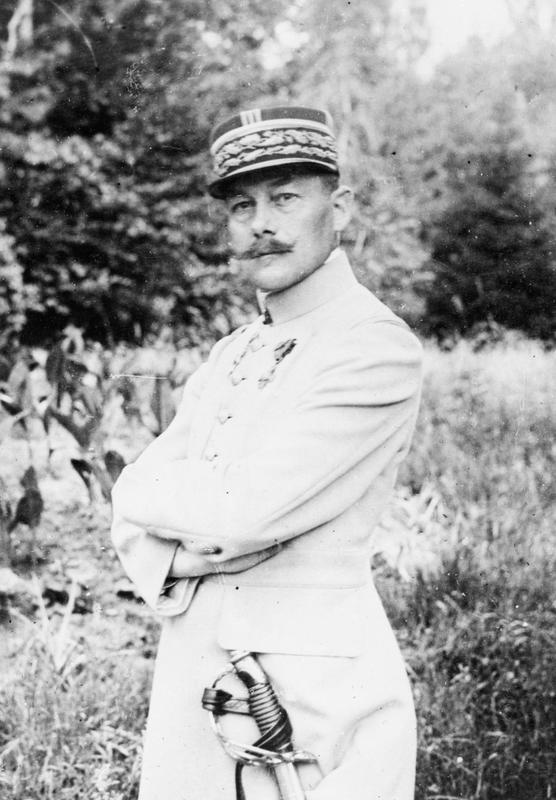
General Humbert während des Ersten Weltkriegs

Georges Louis Humbert (* 8. April 1862 in Gazeran, Département Yvelines; † 9. November 1921 in Straßburg) war ein französischer Offizier, zuletzt Général de division.

## Militärlaufbahn
Humbert wurde als Sohn eines Polizisten, der als Soldat im Krimkrieg gedient hatte, geboren. Im Alter von 13 Jahren wurde er Soldatenkind (enfant de troupe) beim 20e régiment de chasseurs à cheval. Er absolvierte das Lyzeum und danach von 1881 bis 1883 die Militärschule Saint-Cyr. Danach diente er in Französisch-Indochina. Von 1890 bis 1892 besuchte er die Pariser École supérieure de guerre. Während der Madagaskar-Expedition von 1895/96 diente er im Stab des Generals Jacques Duchesne und befehligte später ein Bataillon.
1907 zum Colonel befördert, befehligte er bis 1909 das 96e régiment d’infanterie. Anschließend diente er als Stabschef beim III. Armeekorps und ab 1912 als Kommandant der 56e brigade d’infanterie.
Kurz vor Beginn des Ersten Weltkriegs 1914 wurde er nach Marokko entsandt, um die bei der Mobilmachung gebildete Division marocaine nach Frankreich zu führen. Mit dieser kämpfte er im September 1914 während der Ersten Marneschlacht als Teil des IX. Armeekorps der 9. Armee bei den Saint-Gond-Sümpfen. Von September 1914 bis März 1915 befehligte er ein kombiniertes Armeekorps (ab Oktober 1914 XXXII. Armeekorps), mit dem er in der Ersten Flandernschlacht kämpfte und das ab dem Jahreswechsel 1914/15 in den Argonnen eingesetzt wurde.
Im März 1915 wurde Humbert Befehlshaber des neugebildeten Détachement d’armée de Lorraine. Im Juli 1915 erhielt er den Befehl über die 3. Armee, die zunächst in den Argonnen eingesetzt war. Diese führte er bis zum Ende des Krieges, unter anderem 1916 in der Schlacht an der Somme und 1918 bei der Abwehr der deutschen Frühjahrsoffensive und in der Hunderttageoffensive.
Nach dem Kriegsende wurde Humbert Militärgouverneur von Straßburg und war zugleich ab 1920 Mitglied im Conseil supérieur de la guerre. Er starb 1921 im Alter von 59 Jahren an den Spätfolgen einer in Indochina zugezogenen Malariainfektion. Er wurde im Caveau des Gouverneurs der Cathédrale Saint-Louis-des-Invalides in Paris beigesetzt.

## Familie
Zwei Söhne Humberts erreichten ebenfalls den Generalsrang:
- Jacques Émile Louis Léon Humbert (1893–1993) diente im Zweiten Weltkrieg unter anderem als Kommandant von Korsika[1]
- Jean Louis Auguste Humbert (1895–1975) diente als Leiter der französischen Delegation bei der Waffenstillstandskommission in Wiesbaden und wurde später ins KZ Buchenwald deportiert[2]